# Boisselot Automobile and Special Gasoline Motor Company
Die Boisselot Automobile and Special Gasoline Motor Company war ein US-amerikanischer Hersteller von Automobilen.

## Unternehmensgeschichte
Das Unternehmen wurde 1901 in Jersey City in New Jersey gegründet. Es stellte Motoren und Automobile her. Der Markenname lautete Boisselot. Im gleichen Jahr endete die Produktion.
Die Holland Automobile Company aus der gleichen Stadt gilt als Nachfolgeunternehmen.

## Produkte
Ein Angebot war ein Motor mit 0,25 PS Leistung. Damit sowie mit dem benötigten Zubehör konnten Käufer ein Fahrrad motorisieren. Die Hoffnung des Unternehmens war, dass diese Käufer später auch komplette Kraftfahrzeuge abnehmen würden.
Zwei Personenkraftwagen standen zur Wahl. Das Modell Pearl hatte einen wassergekühlten Motor mit 3,75 PS Leistung. Der offene Zweisitzer kostete 600 US-Dollar. Der Boisselot hatte einen Motor mit 6 PS Leistung. Die Voiturette bot Platz für drei bis vier Personen. Er war doppelt so teuer.
Es gab Pläne, 1901 am Autorennen Buffalo Endurance Run teilzunehmen.